# Ólom-hegy
Ólom-hegy är en kulle i Ungern. Den ligger i provinsen Bács-Kiskun, i den sydvästra delen av landet, 140 km söder om huvudstaden Budapest. Toppen på Ólom-hegy är 168 meter över havet.